# Aarsmade
De aarsmade (Enterobius vermicularis) of aarsworm (ook wel zandbakworm genoemd) is een kleine, maar onschadelijke, parasitaire rondworm (van ca. 5–10 mm lengte) die voorkomt in de darmen van de mens. Het wormpje is geelwit van kleur en is bij onvoldoende licht, en zonder een loep of een (binoculaire) microscoop, amper zichtbaar. Infecties met aarsmaden zijn herkenbaar aan de jeuk die in het gebied rond de anus (endeldarm) van de gastheer optreedt direct nadat een vrouwtje haar eitjes gedurende de nachtelijke uren op de huid van haar gastheer heeft afgezet. De verspreiding van de maden en de jeuk zijn alleen te voorkomen met een eenvoudige wormenkuur of door langdurige en strenge hygiënische maatregelen. De eitjes van aarsmaden worden het snelst verspreid via het intensieve lichamelijke contact tussen spelende kleuters en peuters. Besmetting met Enterobius vermicularis wordt enterobiasis genoemd.

## Voorkomen en verspreiding

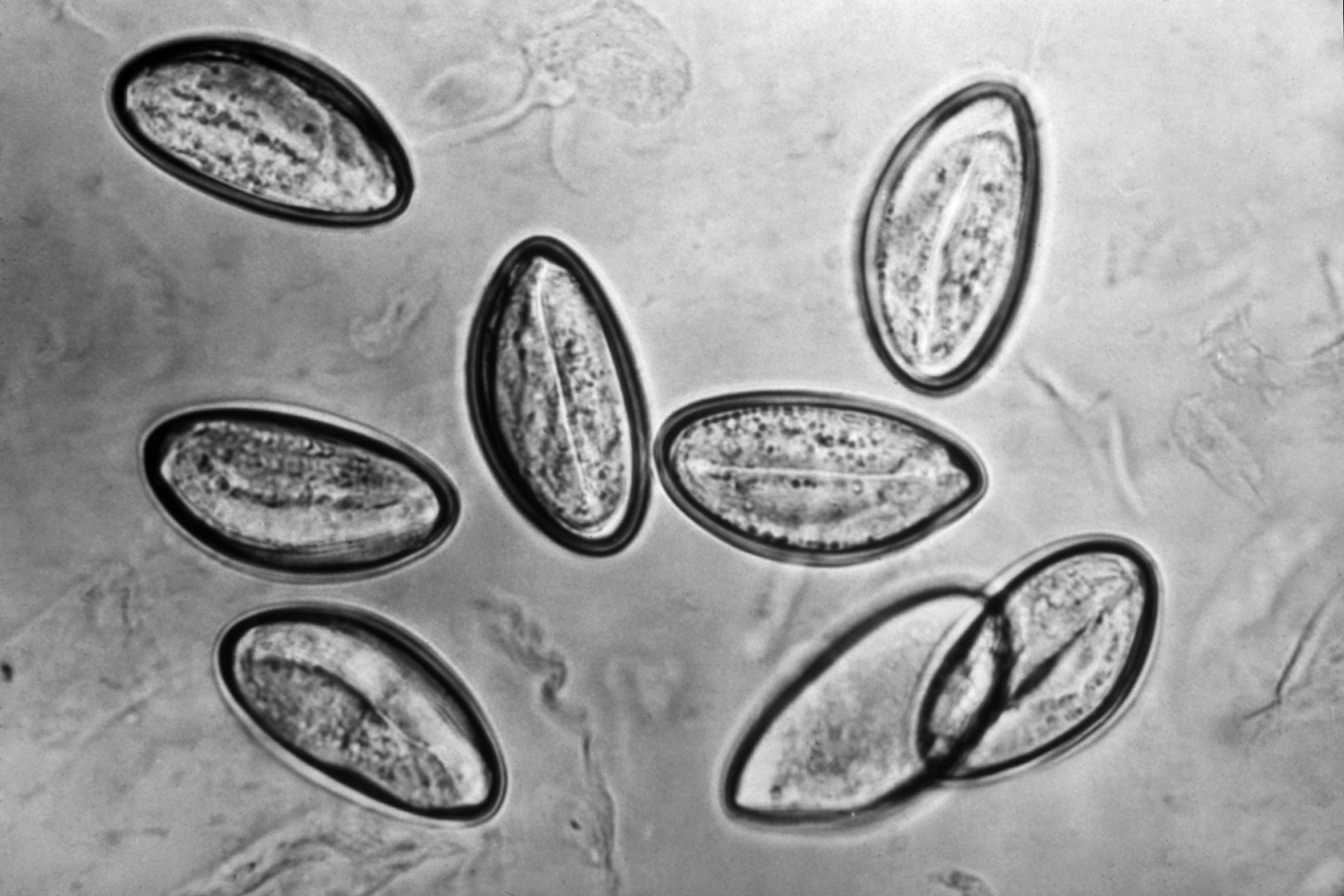
Eitjes van de aarsmade

De parasiet komt over de hele bewoonde wereld voor. De eitjes zijn kleurloos en kleverig en veel te klein om met het menselijk oog waar te nemen. Met name spelende kleine kinderen die in instellingen in een dichtbevolkte stedelijke omgeving verblijven verspreiden de eitjes en larven van de wormpjes, bijvoorbeeld in crèches of kleuterscholen. De aarsmade is, net als de hoofdluis en de schurftmijt, een typisch menselijke parasiet. Besmetting vindt plaats doordat de eitjes en de larven gemakkelijk, via direct onderling contact en via voorwerpen in de omgeving, van mens tot mens worden doorgegeven. Bij huisdieren komen ze niet voor. Aarsmaden leven ongeveer acht weken.
De vrouwelijke aarsmaden komen vooral 's nachts, na de bevruchting van hun eitjes, uit de darmen van hun gastheer naar buiten om hun plakkerige eitjes in de omgeving van de anus van hun gastheer af te zetten. Dit veroorzaakt jeuk rond de anus en schaamlippen. Door het krabben komen de eitjes op de huid en in het ondergoed en beddengoed van de gastheer terecht. Via vingers en nagels verspreiden de eitjes zich verder over de omgeving waardoor ze bij andere personen terecht kunnen komen. Eitjes en maden bevinden zich ook in de ontlasting van gastheren. De wormpjes veroorzaken naast jeuk soms diarree en wat vage darm- en buikklachten.
Sommige gastheren voelen geen jeuk nadat een vrouwtje haar eitjes rond hun anus heeft afgezet. Daardoor zal een minderheid onder de gastheren niet krabben waardoor ze de eitjes niet verder verspreiden.

## Levenscyclus

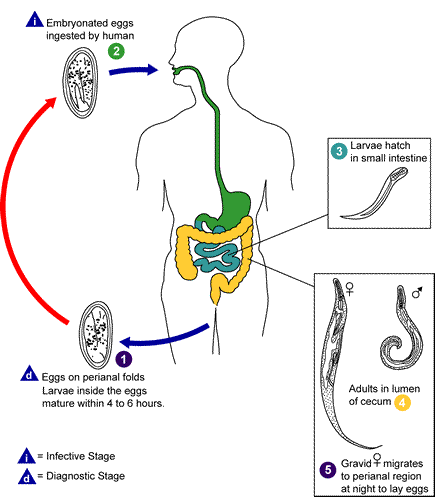
Levenscyclus aarsmade. De rode pijl geeft de route van de (her)besmetting met eitjes van de anus naar de mond van de gastheer aan.

Na een besmetting met aarsmade-eitjes, via de mond van de gastheer, komen de eitjes eerst via de maag en de twaalfvingerige darm in de drie meter lange kronkeldarm van de gastheer terecht. De larven ontwikkelen zich tot volwassen aarsmaden tijdens het passeren van de kronkeldarm. Daarna komen de volwassen maden in het onderste deel van de dikke darm en in de blinde darm (de ileocaecale regio) terecht. In de dikke darm vindt de geslachtelijke voortplanting plaats.
's Nachts komen de vrouwtjes uit de anus en leggen hun eitjes op de huid rond de anus van de gastheer. Hierdoor krijgt men een jeukend gevoel en begint men te krabben. Door deze handeling komen de eitjes onder de nagels van de gastheer te zitten. Deze kan vervolgens door het vastpakken van voorwerpen de wat kleverige en met het blote oog vrijwel onzichtbare eitjes verder verspreiden waardoor anderen besmet kunnen raken. De eitjes kunnen ook in voedsel terechtkomen. Bij kinderen komt besmetting gemakkelijker voor vanwege nagelbijten en duimzuigen. De eitjes ontwikkelen zich in het lichaam tot wormpjes. Ze paren, de vrouwtjes leggen hun vele eitjes en de cirkel is rond.

## Snelle behandeling
De meest effectieve behandeling van een aarsmadebesmetting vindt plaats door gedurende een paar dagen een generiek ontwormingsmiddel te slikken, zoals mebendazol, dat zonder recept bij de apotheek of de drogist verkrijgbaar is. Een tablet mebendazol doodt alle levende wormpjes. Het tablet kan worden ingenomen met een glas water. Belangrijk is om de kuur na twee weken nog een keer te herhalen, omdat dan alle resterende eitjes zijn uitgekomen. De nog levende eitjes en larven in gedragen kleding, beddengoed, ondergoed en handdoeken kunnen gedood worden door in dezelfde periode dagelijks te wassen op een temperatuur van minimaal 60 graden Celsius. Verwarmen van het wasgoed in waswater tot een temperatuur van 55 graden of hoger overleven de wormen, de larven en de bevruchte eitjes van de aarsmade nooit.
De eitjes in kwetsbaar wasgoed, zoals scheerwol of zijde, kunnen gedood worden door het wasgoed op een lage temperatuur te wassen en vervolgens extra goed en langdurig, en indien mogelijk in de zon, in de buitenlucht te drogen. Na de reiniging kan het wasgoed voor gebruik het best een paar weken droog bewaard worden zodat ook de laatste nog levende eitjes verdrogen.
Als een gezin uit meer kleine kinderen (peuters en kleuters) bestaat, dan is een goede hygiëne uit preventief oogpunt van belang. Wanneer een van de kinderen de worm heeft, zal het hele gezin soms behandeld moeten worden om te voorkomen dat men elkaar voortdurend opnieuw besmet.
Gedurende de laatste jaren van de Tweede Wereldoorlog was ruim 80% van de Amsterdamse volwassenen besmet geraakt met aarsmaden. Dat kwam maar voor een deel door de verminderde hygiëne, het kwam grotendeels doordat er in de overbevolkte Nederlandse hoofdstad al jaren geen werkzame ontwormingsmiddelen meer verkrijgbaar waren.

## Zandbakken en persoonlijke hygiëne
Aarsmaden worden ook wel zandbakwormen genoemd. Deze naam is misleidend omdat kleine parasitaire rondwormen zich vanuit een zandbak erg moeilijk kunnen verspreiden en omdat ze het verblijf in een zandbak maar kort kunnen overleven.
Het is tevens een populaire misvatting dat de aanwezigheid van aarsmaden zou duiden op een gebrekkige persoonlijke hygiëne.

## Natuurlijk verloop
Als een gastheer niet opnieuw wordt besmet, en als nieuwe besmettingen vervolgens voor een periode van meer dan enkele weken voorkomen worden, dan verdwijnt de parasiet vanzelf uit het maag-darmkanaal van de gastheer. Een volledige infectiecyclus duurt meestal meer dan een maand. Een gastheer moet gedurende een hele cyclus de irritante jeuk verdragen en het fysieke contact met besmette voorwerpen en personen mijden om van de besmetting verlost te raken. In een stedelijke omgeving met spelende kinderen is dat een haast onmogelijke opgave.

## Tweede soort
In 1983 is een tweede soort beschreven, Enterobius gregorii.
Dit zou echter ook slechts een vroeg stadium van Enterobius vermicularis kunnen zijn.